# Psittacara
A Psittacara a madarak osztályának papagájfélék (Psittacidae) családjában tartozó madárnem. Korábban az Aratinga nembe sorolták ezeket a fajokat.

## Rendszerezésük
A nemet Nicholas Aylward Vigors ír zoológus írta le 1825-ben, az alábbi fajok tartoznak ide:
- Zöld aratinga (Psittacara holochlorus)
- Socorro-aratinga (Psittacara brevipes)[5] vagy (Psittacara holochlorus brevipes)[4]
- Pacifikus aratinga (Psittacara strenuus[5] vagy Psittacara holochlorus strenuus)[4]
- Pirostorkú aratinga (Psittacara rubritorquis)
- Piroshomlokú aratinga (Psittacara wagleri)
- Andesi aratinga (Psittacara frontatus)
- Mitrás arartinga (Psittacara mitratus)
- Pirosfejű aratinga (Psittacara erythrogenys)
- Bordóhomlokú aratinga (Psittacara finschi)
- Fehérszemű aratinga (Psittacara leucophthalmus)
- Kubai aratinga (Psittacara euops)
- Karibi aratinga (Psittacara chloropterus)
- † Puerto Ricó-i aratinga (Psittacara maugei)[5] vagy (Psittacara chloroptera maugei)[4]
- † Guadalupei aratinga (Psittacara labati)[4]

## Előfordulásuk
A Karib-térség és Dél-Amerika területén honosak. Természetes élőhelyei a szubtrópusi vagy trópusi erdők, szavannák és cserjések, valamint emberi környezet.

## Megjelenésük
Átlagos testhosszuk 26-38 centiméter közötti.